# Luke Perry
Coy Luther Perry III (Mansfield, Ohio, 11. listopada 1966. – Burbank, Kalifornija, 4. ožujka 2019.), bio je američki glumac, najpoznatiji po ulozi Dylana McKaya u tinejdžerskoj seriji Beverly Hills, 90210.

## Karijera
Karijeru je počeo pojavivši se u spotu grupe Twisted Sisters za pjesmu "Be Chrool To Your Scuel" uz Alica Coopera, a glumio je u sapunicama Loving iz 1987. i Another World iz 1988.
1990. godine dobio je ulogu popularnog tinejdžera u seriji Beverly Hills, 90210. Iako je njegov lik Dylan imao 16 godina na početku emitiranja serije, Luke je bio u svojim ranim dvadesetima, imao je 24 godine. U seriji je glumio uz još poznatih imena kao što su Jennie Garth, Tori Spelling, Jason Priestley, Shannen Doherty, Ian Ziering, Brian Austin Green i Tiffani Thiessen. U seriji je glumio od 1990 do 1995., a vratio se u osmoj sezoni serije i ostao do posljednje epizode 2000. godine. Posljednje dvije sezone nije bio stalni glumac, već ga se na odjavnoj špici oslovljavalo kao gosta.
1992. dobio je ulogu u humorističnom filmu Buffy, ubojica vampira. Iako film nije doživio uspjeh, Luke je već postao "teen idol". 1994. godine dobio je ulogu u istinito filmu 8 sekundi u kojem je glumio glavnu ulogu, Lanea Frosta, profesionalnog jahača bikova koji je poginuo 1989. nakon ozljeda zadobivenih jašući bika.
Perry se htio prebaciti u "odraslije" uloge te je odlučio napustiti Beverly Hills, 90210 1995. da bi se 3 godine kasnije opet vratio u seriju.
U to vrijeme glumio je u znanstveno-fantastičnom filmu Invazija, drami Pobuna i filmu Peti element. 1999. godine glumio je u filmu Oluja, a 2002. godine u filmu The Triangle. Od 2002. do 2004. godine glumio je u televizijskoj seriji Jeremiah.
2006. dobio je ulogu u seriji Lutrija života koja je govorila o nekolicini prijatelja koji su osvojili veliku količinu novaca na lutriji. Serija se prikazivala u ljeto 2006. te je ukinuta nakon samo 13 epizoda. 2007. godine glumio je u filmu The Sandlot: Heading Home i 2008. u vesternu The Pledge.
2017. dobio je ulogu u seriji Riverdale koja je govorila o grupi prijatelja koji se bore protiv zločina i stvaraju bolju budućnost u svome mjestu nazvanom Riverdale. 
Također je glumio u kratkotrajnoj seriji John from Cincinnati koja je trajala samo 10 epizoda. 

### Gost
Pojavio se kao gost u mnogim serijama i animiranim crtanim filmovima. 1993. godine posudio je glas bratu Krustya u Simpsonima. Dao je glas svojem liku u crtiću Johnny Bravo kao čovjek koji daje savjet Johnnyju o djevojkama.
Također je sam sebi posudio glas u animiranom crtići Family Guy, i posuđivao je glasove u The Incredible Hulk, Bikeri s Marsa i Mortal Kombat: Defenders of the Realm.
Gostovao je kao gay u serijama Will i Grace i Spin City. Surađivao je u seriji Što ja volim kod tebe s bivšom kolegicom iz Beverly Hillsa, 90210, Jennie Garth. Glumio je silovatelja u jednoj epizodi serije Zakon i red.

## Privatni život
Bio je u braku s bivšom manekenkom Rachel Minnie Sharp od 1993., do konačne rastave 2003., s kojom je imao dvoje djece i dijelio zajedničko skrbništvo nad njima.
Preminuo je 4. ožujka 2019. u 52. godini života od posljedica teškoga moždanog udara.

## Vanjske poveznice
- Službena stranica
- Profil na Internet Movie Databaseu
- sapunice.net  Arhivirana inačica izvorne stranice od 18. prosinca 2008. (Wayback Machine)